# 1ЛГ-502
1ЛГ-502 — ранняя брежневская серия крупнопанельного строительства СССР. Проект вела в 1962-63 годах мастерская № 5 Ленпроекта и возведение серии предполагалось только в Ленинграде (Санкт-Петербурге). Перед авторами-архитекторами — Д. С. Гольдгор, А. В. Штиц, А. В. Аланне, К. Т. Емельянов и инженеры И. Д. Зейман, И. П. Белоголовова, З. И. Журавлёва — стояла задача ликвидировать недостатки предшествующих типовых ленинградских серий ОД, 1-335 и 1-507, которые возводили Обуховский, Полюстровский и Кузнецовский домостроительные комбинаты (ДСК). Эти ДСК планировалось переориентировать на возведение новой серии. Госстрой СССР одобрил проект 1ЛГ-502, и строительство зданий начали в 1964 году. Сначала возводил серию только ДСК-2 (Обуховский). В 1966 году строительство 1ЛГ-502 освоил и ДСК-1 (Полюстровский). Последнее здание серии было возведено в 1973 году.

## Описание
Жилые дома серии 1ЛГ-502 экономичнее, чем серии-предшественники (1-335, 1-507 и ОД). Это достигалось за счёт усовершенствованной системы межпанельных швов и стыков, исключающих сварные соединения. Использование панелей на две комнаты (на два шага) дополнительно удешевляло строительство, и при этом делало внешний вид привлекательным. Благодаря светлой ковровой керамике на фасадах и контрастно-чёрным плиткам цоколя, фасады 1ЛГ-502 выгодно отличались от менее выразительных «хрущёвок».
В сравнении с «хрущёвками», квартиры в 1ЛГ-502 просторнее и снабжены раздельным санузлом (хотя и компактным), а значит комфортнее. При этом удавалось достигать дополнительной экономии — раздельный санузел не позволял снизить давление в трубах, т.к. на ванную и туалет была одна фановая труба и одна труба для водоснабжения холодной и горячей воды и удешевить коммуникации, а увеличение площади не достигалось, т.к. в санузле был встроенный шкаф, закрывающий трубы, а в коридоре тоже был встроенный шкаф.
Серия 1ЛГ-502 имеет три квартиры на этаже в секции (рядовая секция — 2-2-2, торцевая секция — 1-2-4 и 2-2-3). Также возводились двухквартирные секции 3-4, но из-за низкого спроса их почти не строили. Архитекторы предусмотрели в проекте обустройство и пятикомнатных, и шестикомнатных квартир для многодетных семей. Для этого в одной из рядных (центральных) секций предполагалось делать двухуровневые квартиры, с внутренней лестницей, и даже надстраивать над этой секцией шестой этаж. На практике ни одного здания такой модификации построено не было.
В последние годы начались массовые капитальные ремонты фасадов домов некоторых серий домов в Санкт-Петербурге в связи с аварийностью и ненадёжностью ковровой плитки, которая часто рушилась и падала. В качестве замены плитке применяется штукатурка.
В Санкт-Петербурге выстроено 391 здание (в том числе один дом в Сестрорецке) и одно здание в Выборге.

### Типовые проекты
- 1ЛГ-502-6 — 6 подъездов, 90 квартир, стандартные балконы в торце
- 1ЛГ-502-7 — 7 подъездов, 105 квартир, стандартные балконы в торце
- 1ЛГ-502-9 — 9 подъездов, 134 квартиры, стандартные балконы в торце
- 1ЛГ-502В-4 — 4 подъезда, 60 квартир
- 1ЛГ-502В-6 — 6 подъездов, 90 квартир, для ДСК-1
- 1ЛГ-502В-7 — 7 подъездов, 105 квартир уменьшенной площади
- 1ЛГ-502В-9 — 9 подъездов, 134 квартиры.
- 1ЛГ-502-6Л — 6 подъездов, 70 квартир, лоджии, только трёх- и четырёхкомнатные квартиры.
- 1ЛГ-502-9Л — 9 подъездов, 134 квартиры, лоджии, только одно-, двух- и трёхкомнатные квартиры.

Курсивом отмечены проекты, которые не были реализованы.

## Интересные факты
- Пятиэтажный 90‑квартирный дом серии 1ЛГ-502В был смонтирован за 6 полных рабочих дней (вместо 25 дней по нормативам). Дом расположен по адресу ул. Димитрова, д. 16, к. 2[2].

### Фотогалереи и базы данных
- Список домов серии 1Лг-502.
  - Список домов проекта 1Лг-502-6.
  - Список домов проекта 1Лг-502-6Л.
  - Список домов проекта 1Лг-502-9.
  - Список домов проекта 1Лг-502-9Л.
  - Список домов проекта 1Лг-502В-4.
  - Список домов проекта 1Лг-502В-6.
  - Список домов проекта 1Лг-502В-7.
  - Список домов проекта 1Лг-502В-9.